# Stelechopus hydrocrini
Stelechopus hydrocrini är en ringmaskart som beskrevs av Graff 1884. Stelechopus hydrocrini ingår i släktet Stelechopus, ordningen Myzostomida, klassen havsborstmaskar, fylumet ringmaskar och riket djur. Inga underarter finns listade i Catalogue of Life.